# Central Labor Union
 (avril 2023).
Si vous disposez d'ouvrages ou d'articles de référence ou si vous connaissez des sites web de qualité traitant du thème abordé ici, merci de compléter l'article en donnant les références utiles à sa vérifiabilité et en les liant à la section « Notes et références ».
Le Central Labor Union est une organisation syndicale fondée en 1867 et réunissant des 
membres à New York, Brooklyn et New Jersey. L'organisation est surtout connue pour avoir été à l'origine de la Fête du Travail américaine, qui est célébrée au début septembre. 
Avec le temps, le Central Labor Union s'est séparé en différentes sections locales, aujourd'hui affiliées à l'AFL-CIO.

## Politique
Le Central Labor Union était très lié au United Labor Party. En 1886, il a présenté le candidat Henry George aux élections municipales de New York, qui a été battu par une large majorité.